# 마세라티 알피에리
마세라티 알피에리(영어: Maserati Alfieri)는 마세라티에서 2022년에 생산 예정인 스포츠카이다.

## 비디오 게임에서의 등장
- 아스팔트 8: 에어본
- 아스팔트 9: 레전드